# کابوس در خیابان الم ۲: انتقام فردی
کابوس در خیابان الم ۲: انتقام فِرِدی (به انگلیسی: A Nightmare on Elm Street 2: Freddy's Revenge) یک فیلم در سبک سلاخی و ترسناک فراطبیعی آمریکایی محصول سال ۱۹۸۵ به کارگردانی جک شولدر و نویسندگی دیوید چَسکین است. در این فیلم، مارک پاتن، کیم مایرز، رابرت انگلوند در نقش فردی کروگر و رابرت راسلر ایفای نقش می‌کنند. این فیلم دومین قسمت از مجموعهٔ کابوس در خیابان اِلم است. داستان فیلم دربارهٔ نوجوانی به نام جسی والش است که پس از نقل مکان به خانهٔ پیشین نانسی تامپسون از فیلم اول، دچار کابوس‌هایی تکرارشونده دربارهٔ فردی کروگر می‌شود.
«انتقام فردی» در ۱ نوامبر ۱۹۸۵ اکران شد و با بودجهٔ ۳ میلیون دلاری، ۳۰ میلیون دلار در گیشهٔ داخلی فروش داشت. این فیلم در زمان اکران نقدهای متفاوتی دریافت کرد و بسیاری آن را نسبت به قسمت نخست ضعیف‌تر دانستند، اما بعدها به‌عنوان یک فیلم کالت موفقیت یافت و منتقدان بار دیگر به موضوعات هم‌جنس‌گرایانهٔ آن توجه کردند. پخش فیلم را نیو لاین سینما بر عهده داشت. این فیلم با کابوس در خیابان اِل‌ام ۳: جنگجویان رؤیا (۱۹۸۷) ادامه یافت.

## داستان
پنج سال پس از شکست ظاهری فردی کروگر، خانوادهٔ والش به خانهٔ پیشین نانسی تامپسون نقل مکان می‌کنند. پسر نوجوان خانواده، جسی، کابوس‌هایی دربارهٔ کروگر می‌بیند. او و دوستش، لیزا وبر، دفترچه خاطرات نانسی را در اتاق جسی پیدا می‌کنند که شرح کابوس‌های او را در خود دارد و با کابوس‌های جسی شباهت دارد. در خانه آتش‌سوزی‌های کوچکی رخ می‌دهد که در نهایت به احتراق خودبه‌خودی پرندگان خانگی ختم می‌شود.
جسی کابوسی دیگر می‌بیند که در آن، فردی از او می‌خواهد به‌جای او قتل انجام دهد. کابوس‌ها شدیدتر می‌شوند و او می‌کوشد بیدار بماند. سپس شب‌ها در خیابان‌ها پرسه می‌زند. یک شب، مربی ورزشش، اشنایدر، او را در یک بار همجنس‌گرایان می‌بیند و به مدرسه می‌برد تا تنبیهش کند. در حمام مدرسه، فردی ظاهر شده و اشنایدر را می‌کشد. پس از آن، جسی با دستکش فردی در دستش وحشت‌زده می‌شود و پلیس او را درحالی‌که برهنه در خیابان پرسه می‌زد، به خانه بازمی‌گرداند. لیزا او را به کارخانه متروکه‌ای می‌برد که فردی در آن کار می‌کرد، اما چیزی نمی‌یابند.
شب بعد، جسی در مهمانی استخر لیزا شرکت می‌کند و او را می‌بوسد، اما بدنش شروع به تغییر می‌کند و با وحشت فرار می‌کند. او به خانهٔ دوستش، ران گریدی، می‌رود، قتل اشنایدر را اعتراف می‌کند و از او می‌خواهد در خواب مراقبش باشد. هنگامی‌که ران خوابش می‌برد، فردی از بدن جسی بیرون می‌آید و او را می‌کشد. سپس دوباره به جسی تبدیل می‌شود و به خانهٔ لیزا فرار می‌کند. لیزا درمی‌یابد که ترس جسی به فردی نیرو می‌دهد. اما جسی نمی‌تواند بر ترسش غلبه کند و دوباره به فردی تبدیل می‌شود. فردی به لیزا حمله می‌کند، اما متوجه می‌شود که نمی‌تواند به او آسیب بزند، چون نفوذ جسی مانع می‌شود. سپس به بیرون می‌رود و مهمان‌های مهمانی را سلاخی می‌کند و می‌گریزد.
لیزا به کارخانهٔ متروکه رانندگی می‌کند و با مهار ترس خود با فردی روبه‌رو می‌شود. او از جسی می‌خواهد با فردی بجنگد، عشقش را به او ابراز می‌کند و فردی را می‌بوسد. پس از آن، جسی شروع به مقابله می‌کند. فردی می‌سوزد و خاکستر می‌شود و جسی از درون او بیرون می‌آید.
مدتی بعد، هنگامی‌که جسی، لیزا و دوستش کری سوار اتوبوس مدرسه می‌شوند، جسی متوجه شباهتی با کابوس اولش می‌شود و دچار وحشت می‌شود. کری اصرار دارد که همه چیز تمام شده، اما پنجهٔ فردی از سینه‌اش بیرون می‌زند. فردی می‌خندد و اتوبوس، همانند کابوس نخست جسی، به سوی بیابان می‌رود.

## بازیگران
مارک پاتن در نقش جسی والش
کیم مایرز در نقش لیزا وبر
رابرت راسلر در نقش ران گریدی
کلو گالاگر در نقش کن والش
هوپ لنگ در نقش شریل والش
مارشال بل در نقش مربی اشنایدر
ملیندا اُ. فی در نقش خانم وبر
تام مک‌فادن در نقش آقای وبر
سیدنی والش در نقش کری هلمان
رابرت انگلوند در نقش فردی کروگر
ادوارد بلکاف در نقش معلم زیست‌شناسی
کریستی کلارک در نقش آنجلا والش
لایمن وارد در نقش آقای گریدی
جوآن ویلت در نقش دختر در اتوبوس
استیو ایستین در نقش مأمور پلیس
برایان ویمر در نقش پسر نیکوکار
کری رمسن در نقش دوست‌دختر
رابرت شِی در نقش متصدی بار

## تولید

### توسعه
پیش‌تولید فیلم «کابوس در خیابان اِل‌ام ۲» در آوریل ۱۹۸۵ آغاز شد. فیلم‌نامه‌نویس لزلی بوم ایده‌ای برای فیلم دوم مطرح کرد که شامل بارداری و تسخیر روحی بود: «طرح من ادای احترامی به بچهٔ رزمری بود. ایده‌ام این بود که خانواده‌ای جدید شامل یک پسر نوجوان، مادر باردارش و ناپدری‌ای که با او کنار نمی‌آمد، به خانه نقل مکان کنند. داستانی خونین و ترسناک بود... اما نیو لاین سینما آن را رد کرد، چون سارا ریشِر، یکی از مدیران، آن زمان باردار بود.»
هرچند ایدهٔ تسخیر روحی در هر دو فیلم استفاده شد، اما موضوع بارداری بعدها در قسمت کابوس در خیابان اِل‌ام ۵: کودک رؤیا به‌کار رفت که بوم فیلمنامه‌اش را نوشت.
رابرت شِی فرصت کارگردانی را به وس کریون پیشنهاد داد، اما او به‌خاطر ایراداتی در فیلمنامه، مانند «مرغ‌عشق تسخیرشده» و ظاهر شدن فردی در دنیای واقعی برای قتل نوجوانان، پیشنهاد را رد کرد.
جک شولدر، که پیش‌تر فیلم تنها در تاریکی را برای نیو لاین ساخته بود، کارگردانی را پذیرفت. او بعداً گفت که ابتدا علاقه‌ای نداشت، اما متوجه شد که این فیلم می‌تواند شهرت کارگردانی برایش بیاورد.
سکانس آغازین با کابوس جسی در اتوبوس، از فیلم نخست برگرفته شده بود، اما وس کریون مخالف بود که فردی رانندهٔ اتوبوس باشد. در نهایت، این ایده فقط در قسمت دوم استفاده شد، نه برای شخصیت‌های فیلم اول. نام شخصیت «لیزا وبر» در فیلمنامه اولیه «لیزا پولتی» بود.

### انتخاب بازیگران
نیو لاین سینما ابتدا قصد داشت برای صرفه‌جویی، رابرت انگلوند را برای نقش فردی بازنگرداند و از یک سیاهی‌لشکر با ماسک لاستیکی استفاده کند. اما خیلی زود پی بردند که او حرکت‌هایی «شبیه هیولایی ارزان‌قیمت» دارد و از انگلوند دعوت کردند بازگردد. یکی از صحنه‌هایی که هنوز با آن بازیگر فیلم‌برداری شده بود، صحنهٔ قتل مربی اشنایدر در حمام است. رابرت شی، رئیس نیو لاین، قصد داشت نقش پدر ران گریدی را بازی کند، اما فقط اجازه یافت نقش پیش‌خدمت در بار اِسم را بازی کند.
مستند ۲۰۱۰ به نام Never Sleep Again توضیح می‌دهد که برای نقش جسی، برد پیت نیز در نظر بود، اما به‌نظر تهیه‌کنندگان «بیش‌ازحد خوش‌نیت» می‌آمد. در نهایت مارک پاتن انتخاب شد.

### فیلم‌برداری
فیلم‌برداری اصلی از ژوئن ۱۹۸۵ آغاز شد. شولدر در مصاحبه‌ای گفت: «زمان کمی برای آماده‌سازی داشتم» و بسیاری از جلوه‌های ویژه را نمی‌دانست چطور اجرا کند. کوین یاگر طراحی فردی را انجام داد و مارک شاستروم جلوه‌های مربوط به بیرون آمدن فردی از بدن جسی را ساخت. دیوید بی. میلر، طراح فیلم نخست، درگیر پروژه‌های دیگر بود.

## موسیقی
| بررسی انتقادی | بررسی انتقادی |
| منبع          | رتبه‌بندی      |
| ------------- | ------------- |
| AllMusic      | [ ۱۱ ]        |

موسیقی این فیلم را کریستوفر یانگ ساخت. ترانهٔ «Have You Ever Seen a Dream Walking» با اجرای بینگ کراسبی در تیتراژ پایانی پخش می‌شود. ترانه‌های «Touch Me (All Night Long)» از فوندا ری، «Whisper to a Scream» از بابی اورلاندو، «On the Air Tonight» از ویلی فینلِیسون، «Move It in the Night» از Skagarack و «Terror in My Heart» از The Reds نیز در فیلم استفاده شده‌اند.